# Phacelia ranunculacea
Phacelia ranunculacea är en strävbladig växtart som först beskrevs av Thomas Nuttall, och fick sitt nu gällande namn av Lincoln Constance. Phacelia ranunculacea ingår i Faceliasläktet som ingår i familjen strävbladiga växter. Inga underarter finns listade i Catalogue of Life.